# 귀취등지황피자분
《귀취등지황피자분》(중국어 간체자: 鬼吹灯之黄皮子坟, 정체자: 鬼吹燈之黃皮子墳, 병음: Guǐ chuī dēng zhī huáng pí zi fén 구이추이덩즈황피쯔펀[*], The tomb of Ghost Blows Out the Light 더 탑 오프 고스트 브로스 아옷 더 나이트[*])은 2017년 방송되었던 중국의 텔레비전 드라마이다.

## 등장 인물
- 롼징톈 : 후바이(胡八一) 역
- 쉬루(徐璐) :화메이(画眉) 역
- 하오하오(郝好): 딩쓰톈(丁思甜) 역
- 류차오(刘潮) : 왕파쯔(王胖子) 역
- 리위제(李玉洁) : 옌쯔(燕子) 역